# 青春選輯
「青春選輯」（青春コレクション）是日本的女子偶像組合早安少女組。的第43张单曲。2010年6月9日由zetima发售。

## 概要
- 「青春選輯」是BS-TBS開局10周年企劃舞台劇「Fashionable」的主題曲，而 B面曲 的「友」是「Japan Expo 11」的主題曲。
- 此單曲有4個版本，分別有「初回生産限定盤A - C」和「CD ONLY」。「初回生産限定盤A - C」收錄了「青春選輯」的PV。
- 在6月21日於公信榜單曲週排行榜取得第3位。

## 收錄内容

### CD（初回生産限定盤A - C, CD ONLY）
CD
1. 青春選輯
（作詞・作曲：淳君 編曲：大久保薫）
2. 友（友（とも））
（作詞・作曲：淳君  編曲：AKIRA）
3. 青春選輯(Instrumental)

### DVD（初回生産限定盤A）
1. 青春選輯（Dance Shot Ver.）

### DVD（初回生産限定盤B）
1. 青春選輯（Close-up Ver.）

### DVD（初回生産限定盤C）
1. 青春選輯（青春Ver.- type 1-）